# Галина Куніцька
Гали́на-Іре́на Куні́цька (пол. Halina Irena Kunicka; *18 лютого 1938, Львів) — польська естрадна співачка.

## Біографічні дані
Народилася в сім'ї Вацлава (*1906) і Зофії Куніцьких. Після народження мешкала в Гощі, де її батько, офіцер польського Корпусу охорони прикордоння (КОП), служив командиром чоти першої роти батальйону КОП «Гоща». З початком Другої світової війни поручник Вацлав Куніцький командував першою ротою автоматників 98 піхотного полку. Пропав безвісти. Мати, врятувавшись як дружина офіцера від репресій НКВС, 1943 року разом із дочкою перебралася до Варшави й після війни вийшла заміж вдруге. 1954 року Галина закінчила VII загальноосвітній ліцей імені Юліуша Словацького у Варшаві. Тоді ж із поради вітчима, адвоката, вступила на юридичний факультет Варшавського університету й 1959 року захистила дипломну роботу на тему «Участь прокурора в приватноправовому процесі».
Галина Куніцька рано одружилася з будівельним інженером Станіславом — сином її ліцейної вчительки. Шлюб тривав сім років. 1968 року вийшла заміж вдруге — за Люціяна Кидринського. Мати музиканта Марціна Кидринського, свекруха співачки Анни-Марії Йопек.

## Творчість
1957 року Галина Куніцька разом зі Славою Пшибильською, Ганною Рек і Людмилою Якубчак взяла участь у конкурсі Польського радіо, стала лауреаткою й почала відвідувати вокальну студію. Згодом її запросили виступати в кабаре для архітекторів «Пінезка» (у дослівному перекладі з польської — «Канцелярська кнопка»), де тоді працювала Рена Рольська. У 1966 році Галина Куніцька почала виступати самостійно.
Співачка відзначається задушевністю і вдумливістю виконання. Була особливо популярна в 1960-1970-х роках. До її найвідоміших пісень належать передусім «Духові оркестри», «Хай-но тільки зацвітуть яблуні», «Літо, літо чекає» і «То były piękne dni» («Це були гарні дні» — обробка російського романсу «Дорогой длинною»).
Галина Куніцька має різноманітний репертуар. Багато пісень написали спеціально для неї Войцех Млинарський, Аґнєшка Осецька, Ернест Брилль, Катажина Ґертнер і Анджей Зелінський. Вона виконує, зокрема, твори з класики передвоєнного кабаре і російські романси. Співпрацює з піаністом і композитором Чеславом Маєвським. У 1972 р. спільно з іншими артистами представляла Польщу на Олімпіаді. Поряд із Евою Демарчик, Уршулею Сіпінською, Йоанною Равик і Анною Ґерман вона співала в паризьких концертних залах — «Олімпії» та «Плеєлі». Галина Куніцька виступала й далі виступає зі своєю програмою в Польщі, інших країнах Європи, в Ізраїлі, США, Канаді й Австралії. Разом узявши — в більш як тридцяти країнах.
Галина Куніцька стала першою полькою, яка здобула Премію від публіки на Міжнародному фестивалі пісні в Сопоті, й першою перемогла на Міжнародному фестивалі гітів у Дрездені. Два рази посідала перше місце в організованому в Чикаго опитуванні про звання найпопулярнішої польської естрадної співачки.
Її сімнадцять вінілових дисків, у тому числі три золоті, розійшлися накладом понад мільйон примірників.
Нагороджена Лицарським хрестом Ордена Відродження Польщі, бронзовою і срібною медалями «За заслуги в культурі Gloria Artis». У 2015-му Галина Куніцька одержала премію «Золотий мікрофон Польського радіо» (Złoty Mikrofon Polskiego Radia) під час концерту на 52-му Державному фестивалі польської пісні в Ополе.
Творчість і суспільну роль Галини Куніцької охарактеризував видатний польський поет Збіґнєв Герберт у вірші «Даліда» (збірка «Епілог бурі»), описуючи ліричного героя — Пана Коґіто (дослівно — «пана Мислю»):
| na jego straży stoją Dalida Halina Kunicka Irena Santor dobre wróżki dzięki nim tyrania upiększona została piosenkami należało się im słowo dziękuję czułe miejsce w pamięci wspólne imię na kamiennej tablicy znojnego żywota |

| на сторожі коло нього стоять Даліда Галина Куніцька Ірена Сантор добрі ворожки завдяки їм тиранія скрасилася пісеньками годилося б їм слово дякую болюче місце в пам'яті спільне ім'я на кам'яній таблиці тяжкого життя |

2015 року у видавництві «Otwarte» вийшла книжка Каміли Дрецької «Halina Kunicka. Świat nie jest taki zły» («Галина Куніцька. Світ не такий уже й поганий»).

## Дискографія
- 1966 — Halina Kunicka — «Галіна Куніцька»
- 1967 — Panienki z bardzo dobrych domów — «Панянки з дуже порядних родин»
- 1970 — Orkiestry dęte (LP Pronit SXL 0594) — «Духові оркестри»
- 1971 — Ach, panie, panowie… — «Ах, жінки, чоловіки…»
- 1973 — W innym lesie, w innym sadzie — «В іншому лісі, в іншому саду»
- 1974 — Halina Kunicka — «Галіна Куніцька»
- 1977 — Od nocy do nocy — «Від ночі до ночі»
- 1978 — 12 godzin z życia kobiety — «12 годин із життя жінки»
- 1984 — Co się stało — «Що сталося»
- 1991 — Od nocy do nocy (the best of) — «Від ночі до ночі (найкраще)»
- 1999 — Halina Kunicka-Platynowa kolekcja-złote przeboje — «Галина Куніцька» — «Платинова колекція — золоті хіти»
- 2000 — Upływa szybko zycie — «Швидко минає життя»
- 2002 — Złota kolekcja: Od nocy do nocy — «Від ночі до ночі»
- 2009 — Swiat nie jest taki zły — «Світ не такий уже й поганий»

## Компакт-диски
- «40 PIOSENEK — HALINA KUNICKA — ŚWIAT NIE JEST TAKI ZŁY»

Продюсер: «Muza 2CD PNCD1256A/B» — 2009
- CD1

Od nocy do nocy / Ach z tym by mi było prześlicznie / Marionetka / Lato czeka / Moja piosenka / Ballada o dobrej żonie / Co z nami bedzie po happy endzie / Piosenka z Bedekera / Czumbalalajka / Porzuceni narzeczeni / Tango dla najlepszych gości / Tarantella na niedziele / Jak kochać to kochać / Nigdy razem / Niech no tylko zakwitną jabłonie / Szkoda tych słów / Orkiestry dęte / Białe Zakopane / Zapomnisz kiedyś że to ja / Gwiazda miłości
- CD2

Moje serce jest wolne / Nikomu nie żal pięknych kobiet / Spóźniłam się na mój ślub / Pan Marcin śpi / Obudź się, serce moje / Uchroń mnie, Panie / Piosenka o Wicie Stwoszu / Mamo wyjdę przed dom / W innym lesie w innym sadzie / Synek jedzie na koniu drewnianym / Nie przechodźmy na czas letni / Dwanaście godzin z życia kobiety / Oj rzucić to wszystko / Fransoi Villon / Wiatr kołysze gałązkami / Ja w pierwszej dorosłej sukience / Czas małżeńskiej niepogody / Panienki z bardzo dobrych domów / Co się nażyłam / Co się stało z moją klasą

## Хіти
- Ach, kim jest ta pani 1974 — «Ах, хто ця пані»
- Ballada o dobrej żonie 1974 — «Балада про добру дружину»
- Co się stało z naszą klasą 1983 — «Що сталося з нашим класом»
- Czekaj mnie, wypatruj mnie 1974 — «Чекай мене, виглядай мене»
- Cztery pory roku 1973 — «Чотири пори року»
- Czumbalalajka 1970 — «Джумбалалайка»
- Francois Villon 1972 — «Франсуа Війон»
- Gwiazda miłości 1970 — «Зірка кохання»
- Jak kochać to kochać 1988 — «Як кохати, то кохати»
- Lato, lato, lato czeka … 1960 — «Літо, літо чекає»
- Marionetka 1967 — «Маріонетка»
- Moja piosenka 1967 — «Моя пісенька»
- Niech no tylko zakwitną jabłonie  1967 — «Хай-но тільки зацвітуть яблуні»
- Niepokój do wynajęcia 1977 — «Винаймається неспокій»
- Nikomu nie żal pięknych kobiet 1971 — «Нікому не жаль гарних жінок»
- Od nocy do nocy, na motywie filmu Noce i dnie — «Від ночі до ночі» (за мотивом фільму "Ночі і дні)
- Orkiestry dęte 1970 — «Духові оркестри»
- Pan Marcin śpi 1978 — «Пан Марцін спить»
- Panienki z bardzo dobrych domów 1967 — «Панянки з дуже порядних родин»
- Spóźniłam się na mój ślub 1978 — «Я запізнилася на свій шлюб»
- W innym lesie, w innym sadzie 1973 — «В іншому лісі, в іншому саду»
- Wiatr kołysze gałązkami 1970 — «Вітер колише галузками»
- Z Cyganką ślubu nie bierzcie 1969 — «Не беріть з циганкою шлюбу»
- Zabłyśnie dzień 1988 — «Заясніє день»
- Zapomnisz kiedyś, że to ja 1971 — «Колись забудеш, що це я»

## Фільмографія
- Озвучення пісень «Людина на людину» і «Біле танго» відповідно у телефільмі «Легкі на підмову дівчата» (1972) і у телесеріалі «Біле танго» (1981)
- Епізодична роль співачки у фільмі «Лунатики» (1960)
- Роль самої себе у музичному відеофільмі «Галина Куніцька вчора і сьогодні» (1988)
- Роль самої себе у телесеріалі «Твоє обличчя звучить знайомо» (2019, 12-та серія)

## Нагороди
- Лицарський хрест Ордена Відродження Польщі; 2004, за видатні заслуги в мистецькій діяльності)[8]
- Відзнака «Заслужений для Варшави» (Odznaka Zasłużony dla Warszawy)
- Бронзова медаль «За заслуги в культурі Gloria Artis»; 2005[9]
- Премія «Золотий мікрофон Польського радіо» (Złoty Mikrofon Polskiego Radia), 2015
- Срібна медаль «За заслуги в культурі Gloria Artis»; 2017[10]